# 大手町出入口
大手町出入口（おおてまちでいりぐち）は、福岡県北九州市小倉北区にある北九州高速道路1号線のインターチェンジ。
長野方面にのみ接続するハーフインターチェンジである。

## 道路
- 北九州高速1号線 (107)

## 料金所

### 紫川・長野方面
- ブース数：2
  - ETC専用：1
  - 一般：1

## 周辺
- 紫川
- 健和会大手町病院
- 小倉第二地方合同庁舎
- 北九州市消防局小倉北消防署
- 福岡地方検察庁小倉支部
- TOTO本社

## 隣
北九州高速1号線
(JCT)紫川JCT - (106)篠崎北出入口 - (107)大手町出入口 - (108)勝山出入口 - (JCT)愛宕JCT